# Дом профессуры

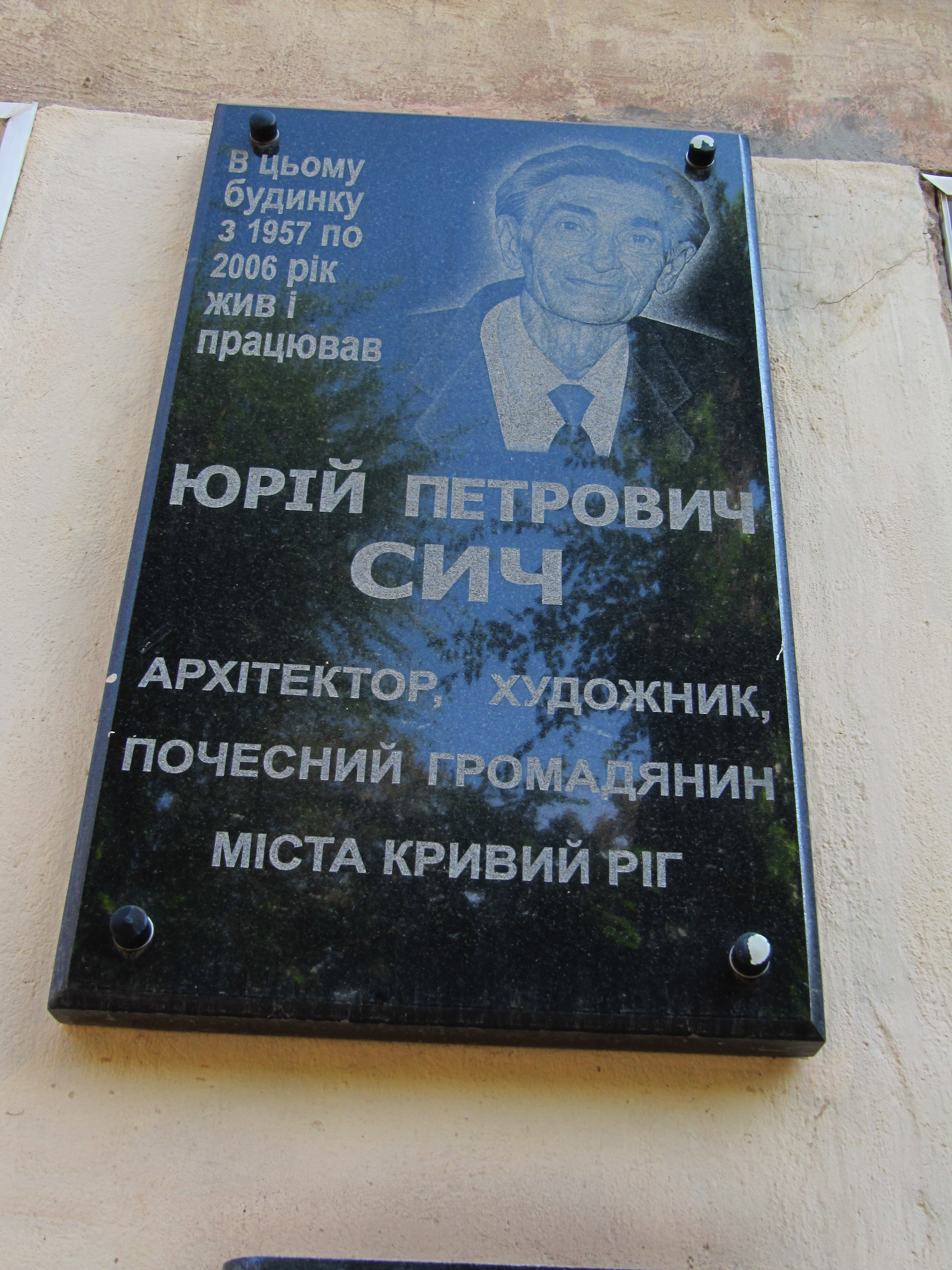
Памятная доска Юрию Сычу

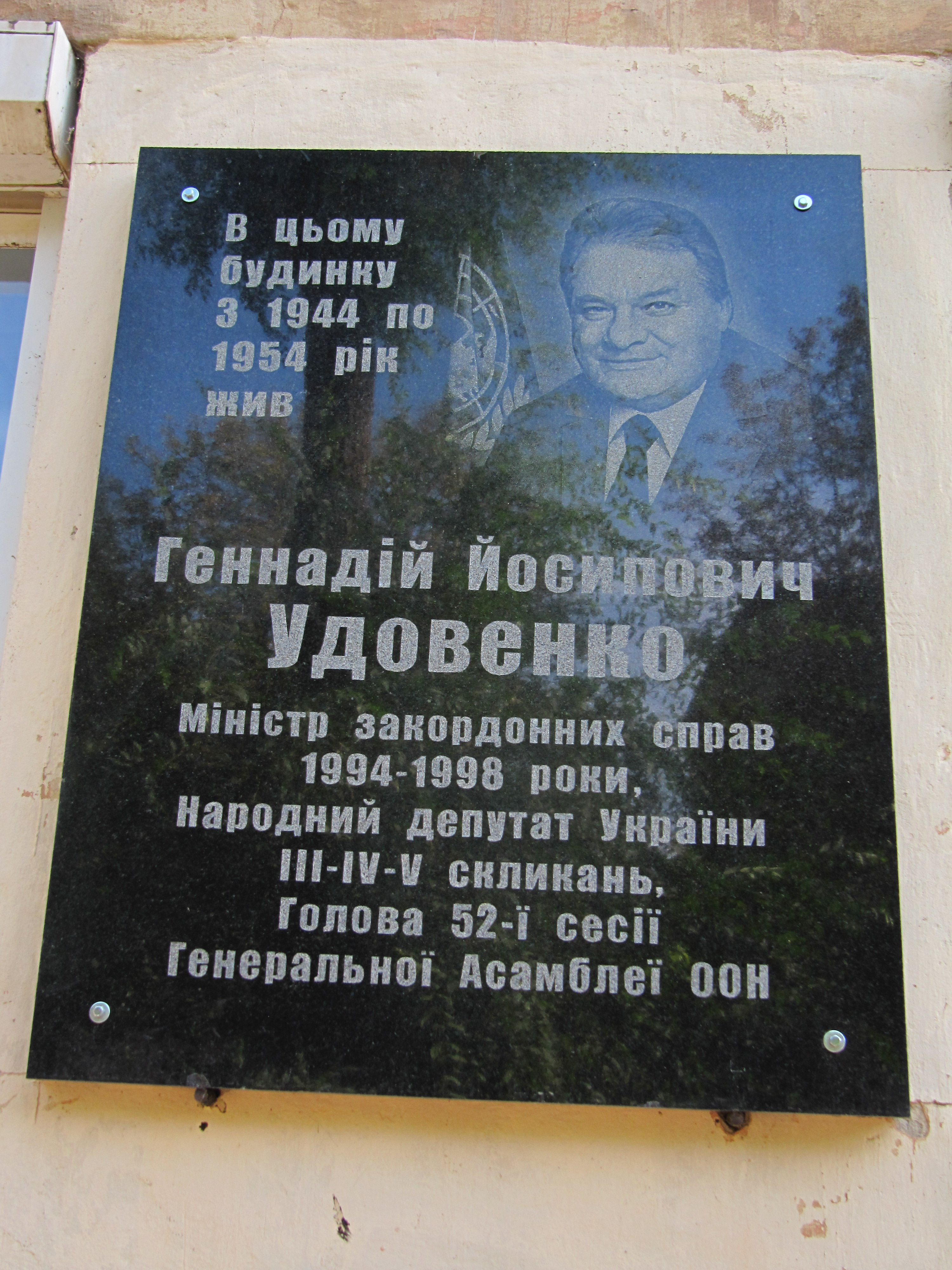
Памятная доска Геннадию Удовенко

Дом профессуры — жилой дом, памятник архитектуры местного значения в Центрально-Городском районе города Кривой Рог.

## История
В 1930 году по типовому проекту харьковского Гипромграда было начато строительство будущего жилого дома для учёных Криворожского горнорудного института. Руководителем строительства был назначен прораб Д. Д. Павлов.
Весной 1932 года состоялась сдача 4-этажного 6-подъездного 54-квартирного дома. Один из первых 4-этажных жилых домов города. В первом, четвёртом и шестом подъездах расположены 2- и 3-комнатные квартиры, во втором и пятом — по две 3-комнатные на первом этаже, по три 2-комнатных на 2—4 этажах, по две 4-комнатных — в третьем подъезде.
Изначально назывался дом красной профессуры.
В 1930-х — 1950-х годах отопление было печное, затем проведено централизованное отопление, установлены газовые нагревательные колонки.
12 апреля 1996 года, согласно распоряжению № 158-р главы Днепропетровской государственной администрации, дом профессуры является памятником архитектуры местного значения города Кривой Рог под охранным номером 129.

## Характеристика
Жилой дом по Первомайской улице, 11 в Центрально-Городском районе.
Кирпичный 4-этажный 6-подъездный 54-квартирный дом П-образной формы. Стиль конструктивизм.